# A király és a madár
A király és a madár (eredeti cím : Le Roi et l’Oiseau) 1980-ban bemutatott francia rajzfilm, amely Hans Christian Andersen A pásztorlány meg a kéményseprő című meséje alapján készült.
Franciaországban 1980. március 19-én, Magyarországon 1985. január 17-én mutatták be a mozikban.

## Szereplők
| Szereplő           | Eredeti hang      | Magyar hang        |
| ------------------ | ----------------- | ------------------ |
| Madár              | Jean Martin       | Haumann Péter      |
| XVI. Károly király | Pascal Mazzotti   | Márton András      |
| Rendőrfőnök        | Raymond Bussières | Képessy József     |
| Pásztorlány        | Agnès Viala       | Kútvölgyi Erzsébet |
| Kéményseprő        | Renaud Marx       | Perlusz Péter      |
| Vak zenész         | Roger Blin        | Dunai Tamás        |
| Szobor             | Hubert Deschamps  | Makay Sándor       |
| Üvöltöző múzeumőr  | Albert Médina     | Dobránszky Zoltán  |
| Gladiátor          | Albert Médina     | N/A                |
| Hangosbemondó      | Philippe Derrez   | Huszár László      |
| Liftkezelő         | Philippe Derrez   | Peczkay Endre      |
| Polgármester       | Claude Piéplu     | Bálint György      |